# Oreorchis foliosa
Oreorchis foliosa là một loài thực vật có hoa trong họ Lan. Loài này được (Lindl.) Lindl. mô tả khoa học đầu tiên năm 1859.